# Luc Estang
Luc Estang (* 12. November 1911 in Paris; † 25. Juli 1992 ebenda) war ein französischer Schriftsteller.

## Leben und Werk
Lucien Bastard besuchte katholische Schulen in Nordfrankreich und Belgien und wurde 1934 Literaturkritiker (ab 1940 Leiter des Literaturteils) der katholischen Tageszeitung La Croix. Von 1938 bis 1945 veröffentlichte er unter dem Pseudonym Luc Estang mehrere Gedichtbände, ab 1949 zahlreiche Romane, für die er 1962 mit dem Grand Prix de littérature der Académie française ausgezeichnet wurde.
Sein erster Roman, Les stigmates (deutsch: Gezeichnete), Beginn der Trilogie Charges d’âme, mit dem er den Grand Prix der Société des gens de lettres gewann, stieß auf das Missfallen des Vatikans und drohte 1950 auf den Index gesetzt zu werden. Die Indexkongregation nahm Anstoß an der realistischen Darstellung der sündigen Welt. Aus Rücksicht auf den Ruf von La Croix wurde das Verurteilungsdekret jedoch zurückgehalten, um Estang die Möglichkeit zu geben, durch Herausnahme der unverkauften Exemplare aus dem Handel, durch Verzicht auf weitere Auflagen und durch eine Reueerklärung in seiner Zeitung die Verurteilung abzuwenden. Die Härte des Vorgehens (der Autoren wie Huysmans, Léon Bloy, Bernanos, François Mauriac und Graham Greene entgangen waren) erklärt sich aus der besonderen Stimmung der Zeit, die auch zum Verbot der Arbeiterpriester und zur Verurteilung der Theologen Henri de Lubac, Marie-Dominique Chenu und Yves Congar geführt hatte. Estang fügte sich anfänglich den Auflagen, einschließlich der Erklärung in La Croix (26. Juni 1950). Da er aber trotz der Drohung 1951 und 1954 die weiteren Bände folgen ließ, wurde er auf römischen Druck hin 1955 von seiner Zeitung entlassen.
Er trat in das Leitungsgremium des Verlages Éditions du Seuil ein und wurde in die Jury des Prix Renaudot gewählt. Er schrieb noch ein gutes Dutzend weiterer Romane. Sieben seiner Romane wurden auch ins Deutsche übersetzt (zuletzt 1965). Die zehn Romane, die von 1967 bis 1989 in Frankreich erschienen, wurden aus deutscher Sicht wegen der veränderten Situation seit dem  Zweiten Vatikanischen Konzil nicht mehr der Übersetzung für würdig befunden.
Als Literaturkritiker schrieb er über Bernanos und Antoine de Saint-Exupéry. Mit letzterem Band war er in Deutschland besonders erfolgreich (mehr als 100 000 Exemplare).

## Werke (Auswahl)

### Romane
- Les Stigmates. Seuil, Paris 1950. (Charges d’âmes 1)
  - (deutsch) Gezeichnete. Drei Brücken, Heidelberg 1953.
- Cherchant qui dévorer. Seuil, Paris 1951. (Charges d’âmes 2)
  - (deutsch) Und suchet, wen er verschlinge. Drei Brücken, Heidelberg 1953.
- Les fontaines du grand abîme. Seuil, Paris 1954. (Charges d’âmes 3)
  - (deutsch) Brunnen der Tiefe. Drei Brücken, Heidelberg 1955.
- L’Interrogatoire. Seuil, Paris 1957.
  - (deutsch) Das Verhör. Drei Brücken, Heidelberg 1958.
- L’Horloger du Cherche-Midi. Seuil, Paris 1959.
  - (deutsch) Die Stunde des Uhrmachers. Hegner, Köln 1964.
- Le Bonheur et le salut. Seuil, Paris 1961.
  - (deutsch) Das Glück und das Heil. Bachem, Köln 1963. (übersetzt von Curt Meyer-Clason)
- Que ces mots répondent. Seuil, Paris 1964.
  - (deutsch) Mögen diese Worte meine Antwort sein. Hegner, Köln 1965. St.-Benno-Verlag, Leipzig 1967.
- L’apostat. Seuil, Paris 1968.
- La fille à l’oursin. Seuil, Paris 1971.
- Il était un p’tit homme. Seuil, Paris 1975.
- La Laisse du temps. Gallimard, Paris 1977.
- Les Déicides. Seuil, Paris 1980.
- Les Femmes de M. Legouvé. Seuil, Paris 1983.
- Le Loup meurt en silence. Seuil, Paris 1984.
- Le Démon de pitié. Seuil, Paris 1987.
- Celle qui venait du rêve. Seuil, Paris 1989.

### Dichtung
- Au-delà de moi-même. Paris 1938.
- Transhumances. Paris 1939.
- Le mystère apprivois., Robert Laffont, 1943.
- Les Béatitudes. Gallimard, 1945.
- Le poème de la mer. Gallimard, 1950.
- Les quatre éléments 1937-1955. Gallimard 1956.
- D’une nuit noire et blanche. Gallimard, 1962.
- Le jour de Caïn. Seuil, 1967. (Theater)
- Corps à cœur. Gallimard, 1982.
- Mémorable planète. Gallimard, 1991.

### Essays
- Petite histoire du romantisme. Bonne presse, Limoges 1943.
- Invitation à la poésie. Robert Laffont, Marseille 1943.
- Le Passage du Seigneur. Laffont, Paris 1945.
- Présence de Bernanos. Plon, Paris 1947.
- Ce que je crois. Grasset, Paris 1956.
  - (deutsch) Was ich glaube. Kerle, Heidelberg 1958. (übersetzt von Hans-Henning von Voigt)
- Saint-Exupéry par lui-même. Seuil, Paris 1956.
  - (deutsch) Antoine de Saint-Exupéry in Selbstzeugnissen und Bilddokumenten. Rowohlt, Hamburg 1958. (übersetzt von Lilly von Sauter, zahlreiche Auflagen)